# سمامن النمل
سمامن النمل (الاسم العلمي: Formicariidae)، هي فصيلة من الطيور تتبع رتبة العصفوريات. تتواجد في أمريكا الوسطى وأمريكا الجنوبية. يبلغ طولها ما بين 10 و20 سم. وتحتوي على اثنا عشر نوعاً في جنسين. تتغذى على الحشرات الصغيرة. وتضع بيضتان أو ثلاثة أثناء التكاثر.

## الأنواع
- جنس سمن النمل:
  - سمن النمل أصهب الرأس (Formicarius colma)
  - سمن النمل أسود الرأس (Formicarius nigricapillus)
  - سمن النمل أسود الوجه (Formicarius analis)
  - سمن النمل الماياوي (Formicarius moniliger)
  - سمن النمل أصهب الواجهة (Formicarius rufifrons)
  - سمن النمل أصهب الظهر (Formicarius rufipectus)
- جنس (الاسم العلمي: Chamaeza):
  - سمن النمل قصير الذيل (Chamaeza campanisona)
  - سمن النمل الخفي (Chamaeza meruloides)
  - سمن النمل المحظور (Chamaeza mollissima)
  - سمن النمل المحزز (Chamaeza nobilis)
  - سمن النمل أصهب الذيل (Chamaeza ruficauda)
  - سمن النمل الصدفي (Chamaeza turdina)